# 四角大輔
四角 大輔（よすみ だいすけ、1970年 - ）は、日本の文筆家。

## 著作

### 単著
- 『やらなくてもいい、できなくてもいい』サンマーク出版、2010年
- 『自由であり続けるために 20代で捨てるべき50のこと』サンクチュアリ出版、2012年
- 『人生やらなくていいリスト』講談社、2018年
- 『バックパッキング登山入門』エイ出版社、2018年
- 『バックパッキング登山紀行』エイ出版社、2018年
- 『超ミニマル主義』ダイヤモンド社、2022年
- 『超ミニマル・ライフ』ダイヤモンド社、2023年

### 共著
- 『FLY FISHING TRIP〈01〉18人の釣りの旅』渡渉舎、2010年
- 『モバイルボヘミアン 旅するように働き、生きるには』ライツ社、2017年
- 『LOVELY GREEN NEW ZEALAND 未来の国を旅するガイドブック』学研プラス、2021年